# Georg Golser
Georg Golser (né à Werfen et mort le 20 juin 1489 à Brixen) est un évêque catholique du diocèse de Brixen, connu pour s'être opposé à la persécution par Heinrich Institor des sorcières à Innsbruck durant le procès d'Helena Scheuberin en 1485,,.

## Biographie
Georg Golser est sans doute le fils d'un fermier de Werfen de la principauté archiépiscopale de Salzbourg. Il s'inscrit à l'Université de Vienne en 1438 et obtient le grade académique de docteur en droit canon (Doctor iuris canonici) en 1460. Promu chanoine, Golser est élu le 9 septembre 1464, selon une vieille tradition, par le chapitre de la cathédrale comme successeur de Nikolaus Cusanus à l'évêché de Brixen. À la suite des différends sur le concile de Bâle, dans lesquels ses prédécesseurs  (de) et Nikolaus Cusanus sont également impliqués, le pape Paul II ne veut pas reconnaître l'élection. Le pape et l'empereur Frédéric III voulaient faire passer leurs propres candidats. Le différend n'est réglé que des années plus tard à la suite des renonciations successives de ses adversaires (Francesco Gonzaga et Leo von Spaur). En décembre 1471 il est finalement confirmé par le pape Sixte IV.

## Procès des sorcières d'Innsbruck
En 1485, Heinrich Institor arrive avec le texte de la bulle concernant les sorcières du pape Innocent VIII de Rome à Bressanone, où il réussit à convaincre le chapitre de la cathédrale de la nécessité de rechercher et traquer les sorcières nuisibles. Dans une lettre circulaire, Golser donne son soutien à l'inquisiteur, qui se rend alors à Innsbruck et y prêche, recueille les dénonciations et fait finalement arrêter plusieurs femmes. Le processus est sous la protection de l'évêque Golser et de l'archiduc Sigmunds du Tyrol ("les Münzreiche").
Institor mène le processus contre les femmes comme il l'entend et leur pose des questions sur la sexualité, de sorte qu'une des personnes présentes, qui avait été convoquée au procès par Golser à sa place, indique avec indignation que si cela continue sur ce ton il quitterait la session du tribunal. Lors d'une des dernières audiences du tribunal, un avocat présent critique la procédure et devient le défenseur des femmes accusées. Il souligne que le procès n'a pas respecté les normes légales et plaide pour la libération des accusées, ce qu'il réussit à obtenir.
Mgr Georg Golser déclare alors que le travail de l'inquisiteur est terminé et l'expulse du diocèse ; Institor n'obtempère qu'après plusieurs interpellations au printemps 1486. L'archiduc Sigmund paie pour l'ensemble des procès. L'échec de l'inquisiteur à Innsbruck est probablement un facteur décisif dans la rédaction du Malleus Maleficarum (Hexenhammer, 1486). L'évêque de Brixen somme Institoris de disparaitre à deux reprises, soulignant le fait qu'il risque d'être assassiné. Nombre d'inquisiteurs finissent en effet de cette façon, s'attirant la haine des populations face à leurs abus de pouvoir.
Le fait que Golser n'ait pris des mesures contre Institor que lorsque sa propre sœur était persécutée par l'Inquisition appartient au domaine de la légende. Jusqu'à présent, on n'a pas pu prouver qu'une sœur de l'évêque Golser aurait été brûlée comme sorcière. Le « procès des sorcières d'Innsbruck » ne donne aucune indication.
En 1488, Georg Golser, qui est malade pendant tout son mandat, remet le gouvernement diocésain à son coadjuteur de longue date Melchior von Meckau.